# Lancia Kappa
El Lancia Kappa es un automóvil del segmento E producido por la marca italiana Lancia entre los años 1994 y 2000. Es el sustituto del Lancia Thema como el vehículo de mayor prestigio de la marca, y fue reemplazado por el Lancia Thesis. El Kappa pretendía competir directamante con los líderes en el segmento E, los modelos de BMW, Audi y Mercedes-Benz, tratando de recuperar ventas respecto a su predecesor.
Tuvo poco éxito en el mercado, con tan solo 80.000 vehículos fabricados, siendo principalmente vendido en Italia. 
Su diseño muy esmerado de marcado carácter italiano, conservando a la vez la elegancia, le permitía servir como coche de representación. [cita requerida]

## Características

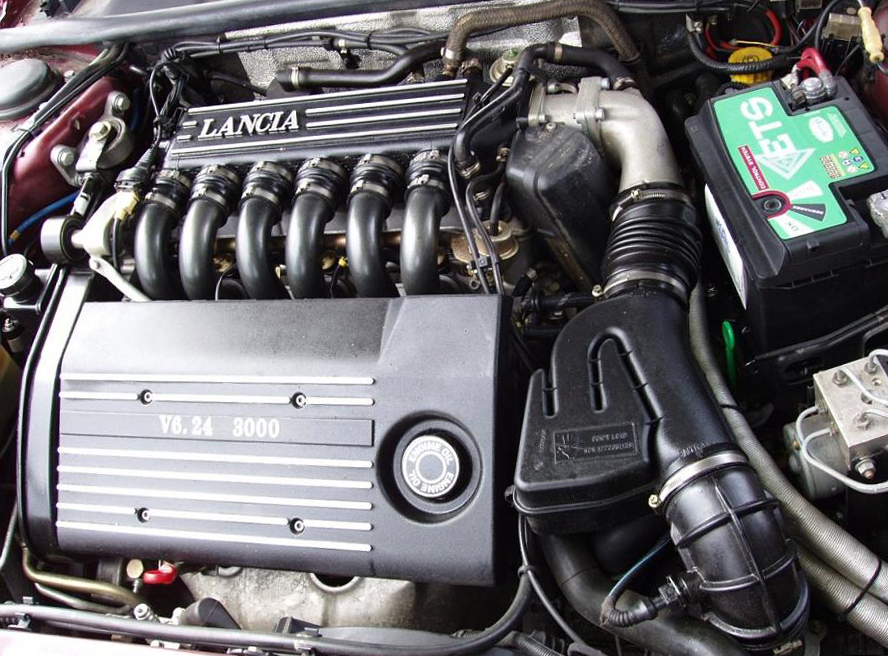
Motor V6 3.0 24v del Lancia Kappa.

Se fabricó con cinco motores de gasolina, un cuatro cilindros de 2.0 litros de cilindrada y con turbocompresor, un cinco cilindros de 2.0 litros con o sin turbocompresor, un 2.4 litros de cinco cilindros y un seis cilindros en V de 3.0 litros de cilindrada. El diésel es un cinco cilindros en línea de 2.4 litros de cilindrada con turbocompresor e inyección directa.
Existía en versiones sedán de cuatro puertas, familiar de cinco puertas y cupé de dos puertas. La versión familiar, denominada SW por Lancia, fue diseñada por Pininfarina y lanzada al mercado en 1996. Las dimensiones exteriores son similares a las del sedán.
La versión cupé era estructuralmente diferente del sedán, con un chasis más corto, un paso de ruedas trasero más ancho y puertas sin moldura en los cristales. Es el primer cupé de Lancia desde los Lancia Beta y Lancia Gamma de 1984, y el último Lancia con carrocería cupé hasta la actualidad. La peculiar forma de este modelo no agradó al gusto de muchos, lo cual contribuyó a un número muy bajo de ventas y producción, convirtiéndolo en un modelo raro de ver. [cita requerida]

## Historia
- 1994 – Comienza la fabricación.

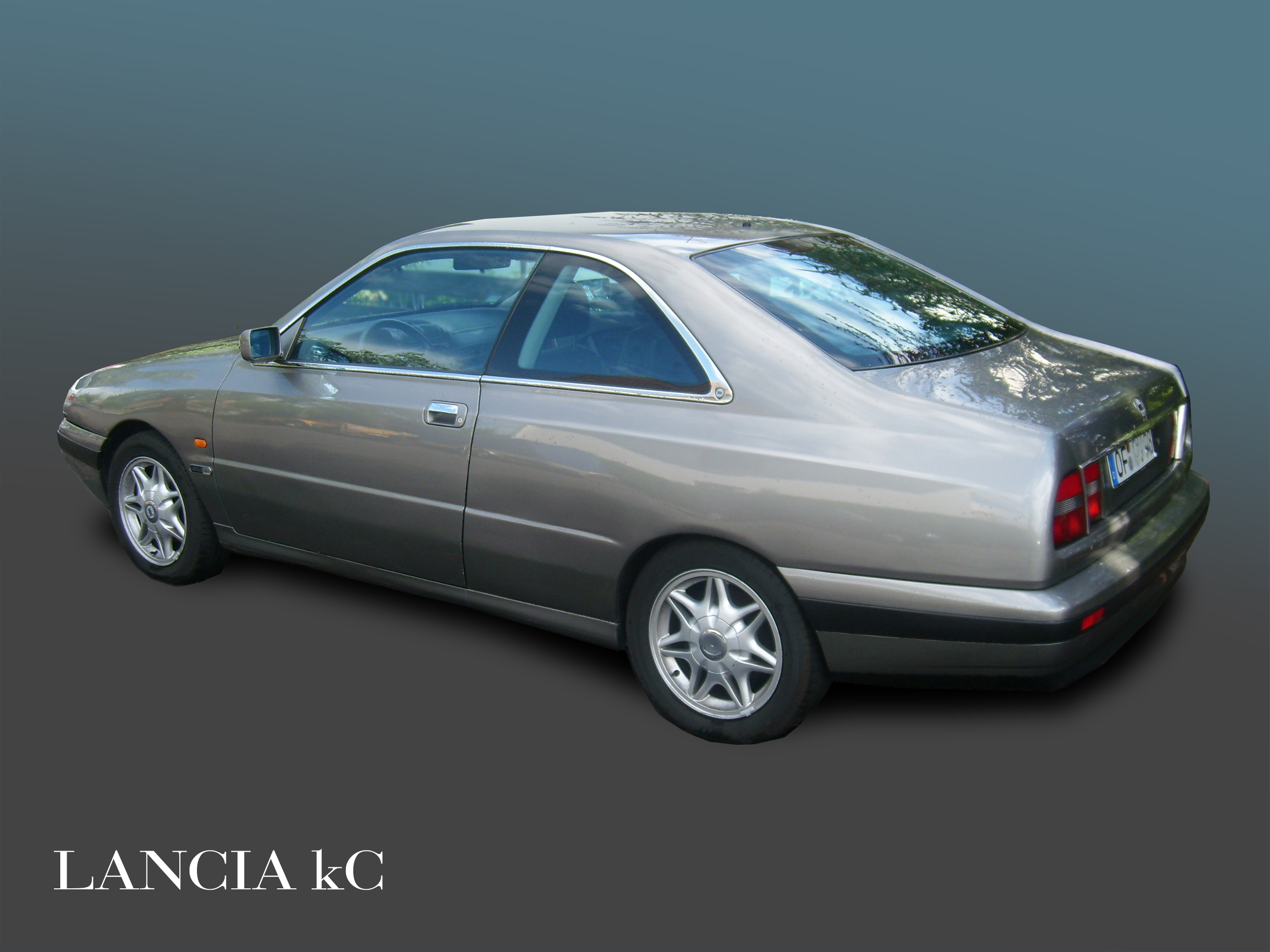
Lancia Kappa Coupé de 1997.

- 1996 – Nace la versión familiar. Al motor 2.0 L atmosférico se le añade una admisión variable. Se sustituye el diseño de los asientos y la tapicería.
- 1997 – Se lanza la versión cupé. Se producen algunos cambios en el interior, maletero, suspensión, hueco del motor, y unas nuevas llantas de aleación.
- 1998 – Se reemplaza el motor 4 cilindros 16V turbo de 205CV por el 2.0 L con turbocompresor de 5 cilindros y 220CV que había estrenado el Fiat Coupé en 1996. El motor turbodiesel pasa a ser un JTD. El parachoques, anteriormente negro, pasa a ser del color de la carrocería. Las siglas LE desaparecen, cambiando a LS y LX. Las series con motor turbocompresor de gasolina pasan a llamarse Turbo, distinguiéndose por no tener las tiras cromadas alrededor de las ventanas. Los materiales del interior son mejorados, incluyendo un volante de cuero repujado y un nuevo reposabrazos central delantero.
- 1999 – Los otros dos motores de 5 cilindros y el aire acondicionado son cambiados.
- 2000 – El Kappa adquiere faros de Xenón. La producción terminó a mediados del año 2000 (la versión cupé antes)